# 中村エミ
中村 エミ（なかむら エミ、1979年4月6日 - ）は、フィリピン生まれ、福岡県出身の元女優、元タレント。本名及び当初の芸名は中村 永美（読みは同じ）。所属事務所は当初はサンミュージックブレーン、後にサンミュージック企画へ移籍。
身長158cm、スリーサイズ はB80cm・W57cm・H79cm。血液型はA型。

## 人物
日本テレビ『進ぬ!電波少年』内の企画「電波少年的15少女漂流記」に参加し、当初の15人の中から最終的に残った8人中の1人として、見事無人島脱出に成功して注目を浴びた。同企画内では当初「歌手志望者」として紹介されていたが、同番組を通じての音楽ユニット「8/15」に参加したのみで、それ以外の歌手活動を行なうことはなかった。
2003年7月にサンミュージック企画に移籍し、芸名を「中村 エミ」としたが、2005年4月に芸能界を引退。構成作家今井とおると結婚（2013年1月4日のA-Studioより）。現在は、短大時代からの大好きな絵画を活かし、イラストやデザインの勉強をしながら、イラストレーターを目指して修業している。
サンミュージック企画のホームページに、所属タレントによるリレーコラムがあり、コラムを2回書いていた。（2004年7月30日（No.14）と2005年1月14日（No.35））なお、リレーコラムは、2006年7月に終了。現在は、バックナンバーで過去のコラムを見ることができる。
趣味・特技はテニス、歌、爆睡。

## 出演

### テレビドラマ
- はぐれ刑事純情派（2000年、テレビ朝日）
- 未来戦隊タイムレンジャー（2000年、テレビ朝日）

### バラエティ
- 進ぬ!電波少年（2001年、日本テレビ）
- THE夜もヒッパレ（2001年、日本テレビ）
- メレンゲの気持ち（2001年、日本テレビ）
- 電波少年的放送局（2002〜2003年、CS日本）臨時お留守番担当

### その他のテレビ番組
- 山田まりやのくらしQ救クリニック（2001年、テレビ東京）

### 映画
- シンクロニシティー フェアリーテイル（2001年、μsite2製作委員会）島田アナウンサー役

### CM
- サッポロビール 生搾りtotoキャンペーン（2001年）

### Webドラマ
- HAPPY BLOOD!?（2001年）由美子役